# Roddy McDowall
Roderick "Roddy" McDowall, född 17 september 1928 i London, Storbritannien, död 3 oktober 1998 i Studio City, Los Angeles, Kalifornien, var en brittiskfödd amerikansk skådespelare, röstskådespelare, filmregissör och fotograf. McDowall är känd för att ha gestaltat Cornelius och Caesar i filmserien om Apornas planet (1968-1973) och Galen i spin-off tv-serien som följde den. Han inledde sin skådespelarkarriär som barn i England och senare i USA, i filmer som Jag minns min gröna dal (1941), Hans vän 'Flicka' (1943) och Lassie på äventyr (1943). 
Som vuxen medverkade McDowall i filmer som Cleopatra (1963), Den längsta dagen (1962), Mannen från Nasaret (1965), Agent D.C. (1965), Inside Daisy Clover (1965), Sängknoppar och kvastskaft (1971), SOS Poseidon (1972), Funny Lady (1975), Det svarta hålet (1979), Class of 1984 (1982), Skräcknatten (1985), Tjejen som föll överbord (1987) samt gjorde originalrösten till Magister Mull i Ett småkryps liv (1998). 

## Biografi
Roddy McDowall var redan barnstjärna i hemlandet England när han evakuerades till USA under blitzen i London under andra världskriget och blev sedan en av Hollywoods allra populäraste barnaktörer under 1940-talet.
Bland McDowalls mest kända filmer som barnstjärna kan nämnas Jag minns min gröna dal (1942), där den 60-årige Huw Morgan tittar tillbaka på sitt liv som ung pojke, spelad av Roddy McDowall, i en liten gruvstad i Wales. I Lassie på äventyr (1943) spelade han mot en ung Elizabeth Taylor.
Under många år framträdde McDowall endast på Broadway, men gjorde comeback inom filmen 1960 och kom sedan att göra en mängd litet udda biroller. Roddy McDowall medverkade också i kultfilmen Apornas planet samt i ett flertal av dess uppföljare. Han gjorde även gästframträdanden i ett antal tv-serier, såsom McCloud, Columbo och Mord och inga visor. Roddy McDowall har 165 film- och tv-roller på sin meritlista.
McDowall gjorde sig också känd som en mycket skicklig fotograf. Han avled i lungcancer 1998.

## Filmografi i urval
- 1938 – På hal is
- 1942 – Jag minns min gröna dal
- 1943 – Hans vän 'Flicka'
- 1943 – Lassie på äventyr
- 1944 – Dovers vita klippor
- 1944 – Himmelrikets nycklar
- 1960 – En röst i dimman
- 1962 – Den längsta dagen
- 1963 – Cleopatra
- 1964 – The Alfred Hitchcock Hour (TV-serie)
- 1965 – Mannen från Nasaret
- 1965 – Agent D.C.
- 1965 – Inside Daisy Clover
- 1966 – Läderlappen (TV-serie)
- 1968 – Apornas planet
- 1968 – The Legend of Robin Hood (TV-film)
- 1971 – Ta mej igen... "Taiger"
- 1971 – Flykten från apornas planet
- 1971 – Sängknoppar och kvastskaft
- 1972 – Columbo: Short Fuse (TV-film)
- 1972 – På farligt uppdrag (TV-serie)
- 1972 – McCloud (TV-serie)
- 1972 – Erövringen av apornas planet
- 1972 – SOS Poseidon
- 1973 – Slaget om apornas planet
- 1973–1974 – The Carol Burnett Show (TV-serie)
- 1974 – Apornas planet (TV-serie)
- 1975 – Funny Lady
- 1979 – Det svarta hålet
- 1980 – Fantasy Island (TV-serie)
- 1982 – Mord på ljusa dagen
- 1982 – Class of 1984
- 1982-1983 – Tales of the Golden Monkey (TV-serie)
- 1985 – Skräcknatten
- 1985 – Mord och inga visor (TV-serie)
- 1987 – Matlock (TV-serie)
- 1987 – Tjejen som föll överbord
- 1988 – Skräcknatten 2
- 1989 – Jorden runt på 80 dagar (TV-serie)
- 1989 – Cutting Class
- 1996 – Unlikely Angel
- 1997 – Djungelboken - Mowgli & Baloo
- 1998 – Ett småkryps liv